# 順河崖墓
江渎崖墓，又称順河崖墓，位於四川省彭山縣，文物遺址年代判定為漢。1980年7月7日列為四川省重新確定公布的第一批省級文物保護單位。2006年5月25日改名江瀆崖墓公佈為第六批全國重點文物保護單位，歸入第五批全國重點文物保護單位江口崖墓。